# La Lande-Saint-Léger
Lande-Saint-Léger – miejscowość i gmina we Francji, w regionie Normandia, w departamencie Eure.
Według danych na rok 1990 gminę zamieszkiwało 201 osób, a gęstość zaludnienia wynosiła 25 osób/km² (wśród 1421 gmin Górnej Normandii Lande-Saint-Léger plasuje się na 700 miejscu pod względem liczby ludności, natomiast pod względem powierzchni na miejscu 463).